# PKP-Baureihe Pt47
Die PKP Baureihe Pt47 ist eine Schnellzug-Schlepptenderlokomotive der Polnischen Staatsbahn PKP.
Die Lokomotiven der Reihe Pt47 sind eine Weiterentwicklung der Vorkriegsbaureihe Pt31. Die Lokomotiven erhielten eine stählerne Feuerbüchse und ein geschlossenes Führerhaus analog der Reihe Ty45. Zunächst wurden die Lokomotiven mit Nachbauten deutscher Tender gekuppelt, ab 1949 wurden polnische Tender 33D48 verwendet, die nach Einbau eines Stokers die Bezeichnung 27D48 erhielten.
Gefertigt wurden in den Jahren 1947 bis 1951 insgesamt 180 Lokomotiven. Fablok in Chrzanów lieferte die größere Serie von 120 Stück, Cegielski in Poznań baute 60 weitere Lokomotiven.
Es blieben einige Lokomotiven erhalten, betriebsfähig war im Juni 2017 nur die vom Bahnbetriebswerk Wolsztyn aus regelmäßig eingesetzte Pt47-65. Aufgrund der momentan unklaren, sowie sehr angespannten Situation im historischen Eisenbahnwesen Polens deutet derzeit nichts darauf hin, dass sich dies ändern sollte. In Wolsztyn sind Pt47-106 und 112 abgestellt, in Kościerzyna steht Pt47-100 (ex Pt47-171) in grüner Lackierung, in Chabowka Pt47-152, Pt47-121 als Denkmal in Kostrzyn nad Odrą, die Pt47-28 im Eisenbahnmuseum Jaworzyna Śląska in Lodz Pt47-1 und in Stargard Pt47-14.
Im Jahre 1989 wurde von der Brenner & Brenner Dampflokomotiven-Betriebsgesellschaft die Pt 47-138 aus Polen nach Österreich importiert. Sie wurde überholt, äußerlich an das Erscheinungsbild der ÖBB-Reihe 919 (ex PKP-Baureihe Pt31) angeglichen und führt nun Sonderzüge unter der Bezeichnung 919.138.

## Erwähnenswertes
In dem US-amerikanischen Thriller Wie ein Licht in dunkler Nacht, der im Zweiten Weltkrieg spielt, ist die 919.138 zu sehen, wie sie die Hauptdarsteller von der Schweizer Grenze bis nach Berlin und am Endes des Films wieder dorthin zurückbringt. Gedreht wurden die Aufnahmen allerdings in Österreich, die Aufnahmen am fiktiven Grenzbahnhof zur Schweiz wurde am Bahnhof Maria Elend in Kärnten gedreht. Die österreichische Baureihenbezeichnung wurde auch nicht durch eine Reichsbahn-Baureihenbezeichnung (das Überkleben der ersten 9 hätte schon geholfen) ersetzt.

## Weblinks

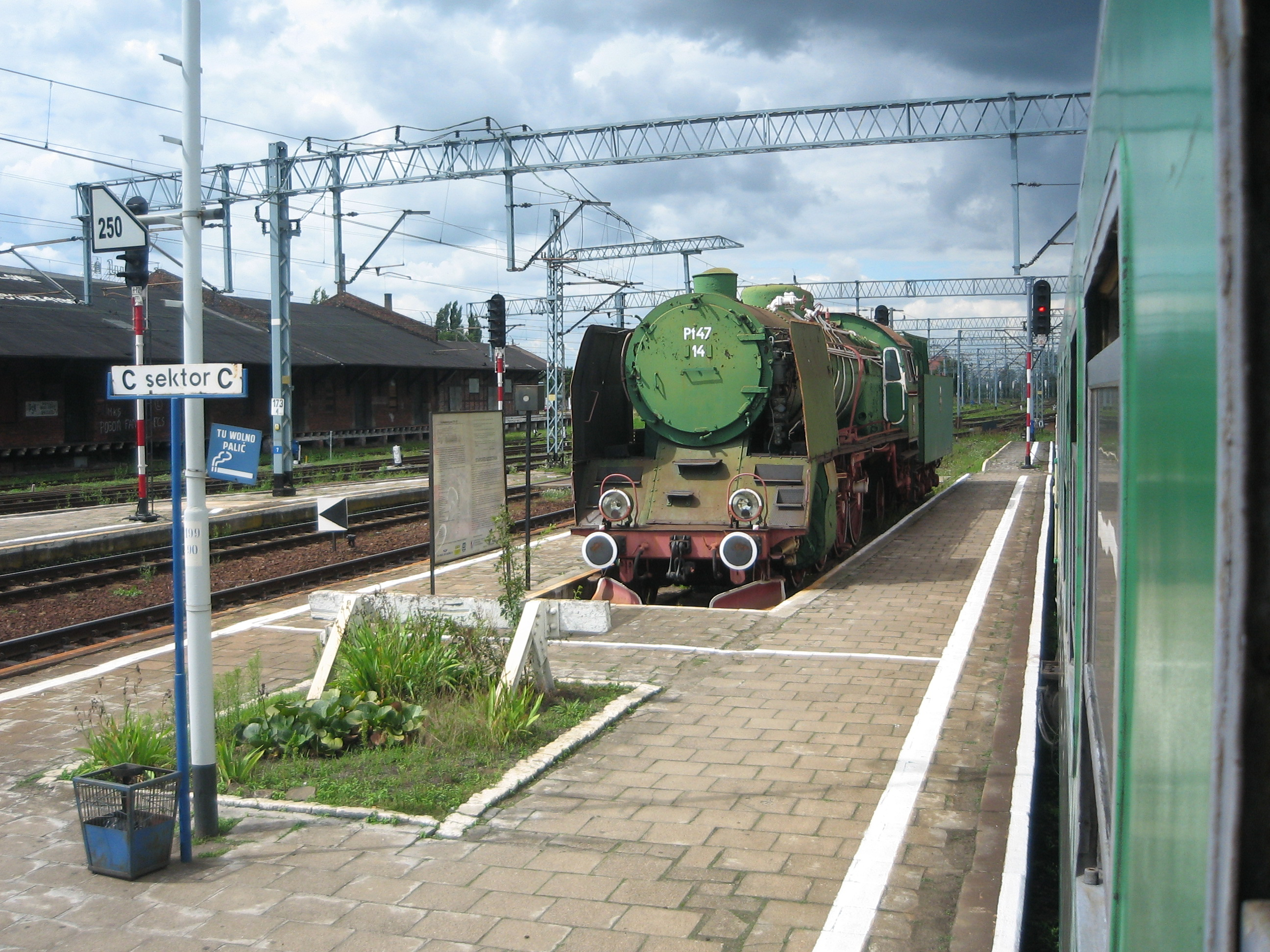
Pt47-14 im Stargarder Bahnhof (2008)

Pt47-28 im Eisenbahnmuseum Jaworzyna Śląska (1995)